# Беренштейн Володимир Борисович
Володимир Борисович Беренштейн (7 листопада 1927 — 1993) — радянський кінорежисер і сценарист. Заслужений діяч мистецтв РРФСР (1991).

## Біографія
Володимир Беренштейн народився 7 листопада 1927 року у Кам'янці-Подільському (Українська РСР). У 1950 році закінчив економічний факультет ВДІКу, а в 1965 році — режисерський факультет (майстерня Якова Сегеля).
Із 1949 року працював адміністратором Московської студії кінохроніки, а з 1950 року — директор фільмів. Брав участь у створенні таких картин, як «Олеко Дундич» (1958) і «Травневі зірки» (1959). У 1960 році став режисером кіностудії імені М. М. Горького. Був співавтором сценаріїв своїх фільмів.

## Нагороди
- Заслужений діяч мистецтв РРФСР (17.06.1991).

## Фільмографія
| Рік  |                                                                   | Роль                     |
| ---- | ----------------------------------------------------------------- | ------------------------ |
| 1953 | Васа Желєзнова (фільм)                                            | Директор                 |
| 1953 | Чук та Гек (фільм)                                                | Директор                 |
| 1954 | Про це забувати не можна (фільм)                                  | Директор                 |
| 1955 | Солдат Іван Бровкін                                               | Директор                 |
| 1956 | Різні долі (фільм)                                                | Директор                 |
| 1958 | Олеко Дундіч (фільм)                                              | Директор                 |
| 1959 | Травневі зірки (фільм)                                            | Директор                 |
| 1961 | Два життя (фільм, 1961)                                           | Директор                 |
| 1964 | Вірте мені, люди (фільм)                                          | Режисер                  |
| 1968 | Нейтральні води (фільм)                                           | Сценарист, режисер       |
| 1972 | Ура! В нас канікули! Hurra, wir haben Ferien! (СРСР, НДР) (фільм) | Сценарист, режисер       |
| 1988 | Антон Іванович сердиться (фільм)                                  | Відновив фільм 1940 року |